# U-125 (1940)
U-125 — большая океанская немецкая подводная лодка типа IX-C, времён Второй мировой войны. 
Введена в строй 3 марта 1941 года. Входила в 2-ю флотилию. Совершила 7 боевых походов, потопила 17 судов (82 873 брт). Погибла 6 мая 1943 года у острова Ньюфаундленд от таранного удара британского миноносца, погибло 54 человека.